# Bektashi

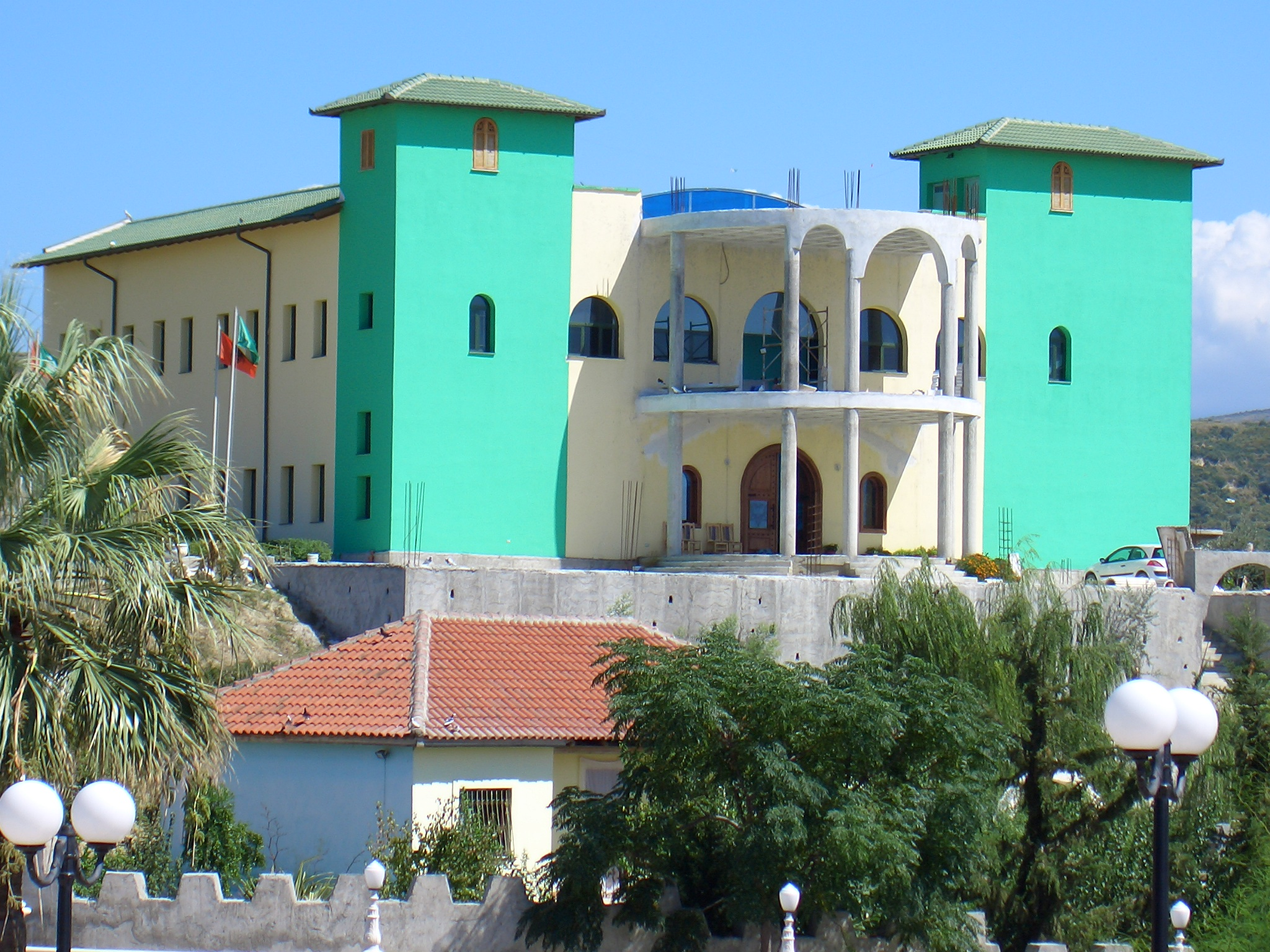
Nyupprättat centrum för Bektashi-orden på höjden Kuz-Baba i residensstaden Vlora i sydvästra Albanien.

Bektashi är ett sufiskt religiöst ordenssällskap som bildades under 1200-talet och är namngivet efter Haji Bektash Veli.
Bektashi brukar uppfattas som en fri och öppen del av islam. Anhängare finns mestadels i sydvästra Bulgarien.[källa behövs]